# Ayesha Malik
Ayesha A. Malik (Urdu عائشہ اے ملک; * 1966 in Karatschi) ist eine pakistanische Juristin. Sie ist die erste Richterin am Obersten Gerichtshof Pakistans.

## Leben und Wirken
Malik machte ihren Schulabschluss an der Karachi Grammar School. Anschließend erwarb sie am Government College of Commerce & Economics einen Bachelorabschluss. Dem schloss sie ein Studium der Rechtswissenschaft an der Law School der University of the Punjab an, wo sie den Titel Bachelor of Laws erwarb. An der Harvard Law School erwarb Malik in der Folge zudem den Titel Master of Laws. Nach ihrer Rückkehr nach Pakistan praktizierte sie zunächst als Rechtsanwältin für verschiedene ansässige Großkanzleien und unterrichtete als Dozentin Bankrecht an der University of the Punjab und Handelsrecht am College of Accounting and & Management Sciences in Karatschi. In dieser Zeit arbeitete sie zudem pro bono für diverse Nichtregierungsorganisationen, die sich vorrangig der Bekämpfung der Armut in Pakistan verschrieben hatten.
2012 trat Malik in den Dienst der pakistanischen Justiz ein. Sie wurde zunächst als Richterin am Obergericht von Lahore eingesetzt. Ihre Rechtsprechung war eher progressiv ausgerichtet und stärkte die Rechte von Frauen. So hat sie unter anderem in einem ihrer Urteile die bis dato gängige Praxis des Zwei-Finger-Tests, mit dem mutmaßliche Vergewaltigungsopfer auf ihre noch bestehende Jungfräulichkeit untersucht wurden, für rechtswidrig erklärt. Diese Rechtsprechung setzte sich nach und nach durch, sodass bald in ganz Pakistan diese Praxis untersagt wurde.
Im Januar 2022 wurde Malik als erste Frau in der Geschichte Pakistans zur Richterin an den Obersten Gerichtshof Pakistans berufen. Im selben Jahr wurde sie von der BBC in deren Liste der 100 Women aufgenommen.